# Berliner Weisse
Берлинер Вайссе (нем. Berliner Weiße) — это мутный, кислый стиль пива с содержанием алкоголя около 5 % по объёму. Это региональная разновидность пшеничного пива из Северной Германии, появившаяся как минимум в XVI веке. Оно может быть приготовлено из комбинации ячменного и пшеничного солода, при этом солод обжигается при очень низких температурах или даже сушится на воздухе, чтобы минимизировать образование цвета. Брожение происходит с помощью смеси дрожжей (Saccharomyces cerevisiae и Brettanomyces) и молочнокислых бактерий, что создает кисломолочный вкус — отличительную черту стиля Берлинер Вайссе.
К концу XIX века пиво Берлинер Вайссе было самым популярным алкогольным напитком в Берлине, его производили до пятидесяти пивоварен. К концу XX века в Берлине осталось только две пивоварни, производящие это пиво.

## История
Большинство пивных авторитетов связывают происхождение Берлинер Вайссе с неизвестным пивом, производившимся в Гамбурге, которое было скопировано и усовершенствовано пивоваром XVI века Кордом Бройханом. Пиво Бройхана, Halberstädter Broihan, стало очень популярным, и его версия варилась в Берлине берлинским врачом Й. С. Эльсхольцем в 1640-х годах. Альтернативная версия, которую приводит, в частности, Протц, заключается в том, что мигрирующие гугеноты, двигаясь через Фландрию в Северную Германию, создали пиво на основе местных красных и коричневых элей. Некоторые источники, например, Дорнбуш, приводят дату 1572 года как самое раннее упоминание о варке этого пива в Берлине.